# Nikomedes IV av Bithynien
Nicomedes IV av Bithynien, död 74 f. Kr., var regerande kung av Bithynien mellan 94 f. Kr. - 74 f. Kr.